# Nazar Honczar

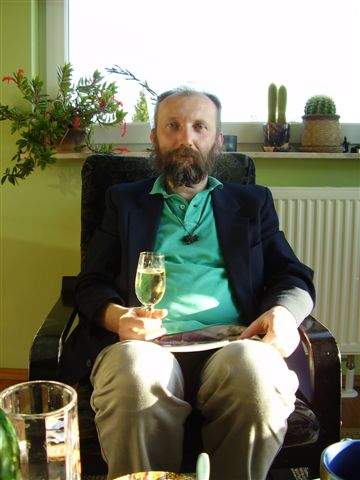
Nazar Honczar

Nazar Mychajłowycz Honczar (ur. 20 kwietnia 1964 we Lwowie  – zm. 21 maja 2009 w Użhorodzie) – poeta, aktor i performer ukraiński.
Laureat nagrody Bu-Ba-Bu za najpiękniejszy wiersz 1989 roku. Autor poematu-komiksu Kazka-pokazka pro Bajdu-Nemowu (1993).
Członek i współzałożyciel grupy literackiej „ŁUHOSAD” (ŁUczuk - HOnczar - SADłowski).
W Polsce znany dzięki występom (np. podczas festiwali literackich: Port Literacki Wrocław, Ukraina 24h), przekładom Bohdana Zadury w antologii Wiersze zawsze są wolne (2005) oraz tomikowi Gdybym w tłumaczeniu Anety Kamińskiej i Andrija Porytki (2007). Mieszkał we Lwowie.
Stypendysta programów: „Homines Urbani” (2005), „Gaude Polonia” (2007) oraz "Stadtschreiber der Stadt Graz" (2007/2008).
Zmarł tragicznie w trakcie kąpieli w opuszczonym kamieniołomie w Użhorodzie. Pochowany na Cmentarzu Łyczakowskim.

## Twórczość

### Poezja po ukraińsku
- Kazka-pokazka pro Bajdu-Nemowu (1993).
- Zakon wseswitnioho merechtinnia, w: ŁUHOSAD: poetycka ariergarda, Lwów 1996.
- PROmeneWIST’, Kijów 2004.
- Zakon wseswitnioho merechtinnia, w: ŁUHOSAD: Objektywnist' kanonu, Lwów 2007.

### Przekłady na język polski
- Wiersze zawsze są wolne. Poezja ukraińska w przekładach Bohdana Zadury, Biuro Literackie, Wrocław 2004, 2005, 2007.
- Gdybym, tłum. Aneta Kamińska i Andrij Porytko, Biblioteka Nocy Poetów, Staromiejski Dom Kultury, Warszawa 2007.